# Coricancha

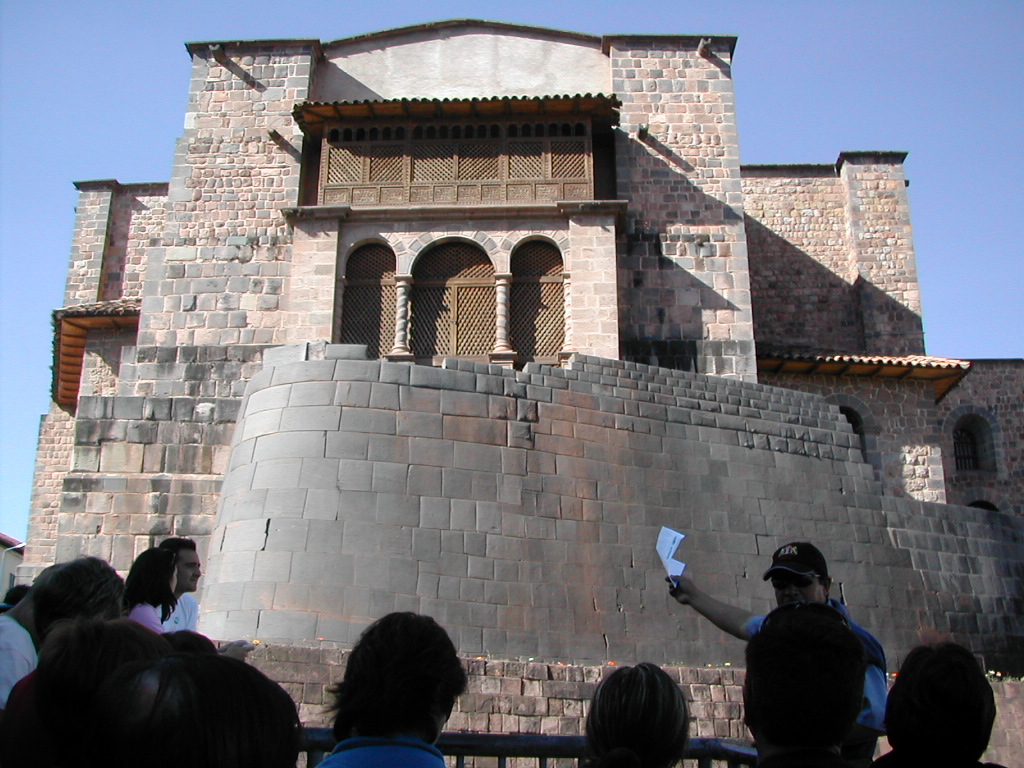
Coricancha

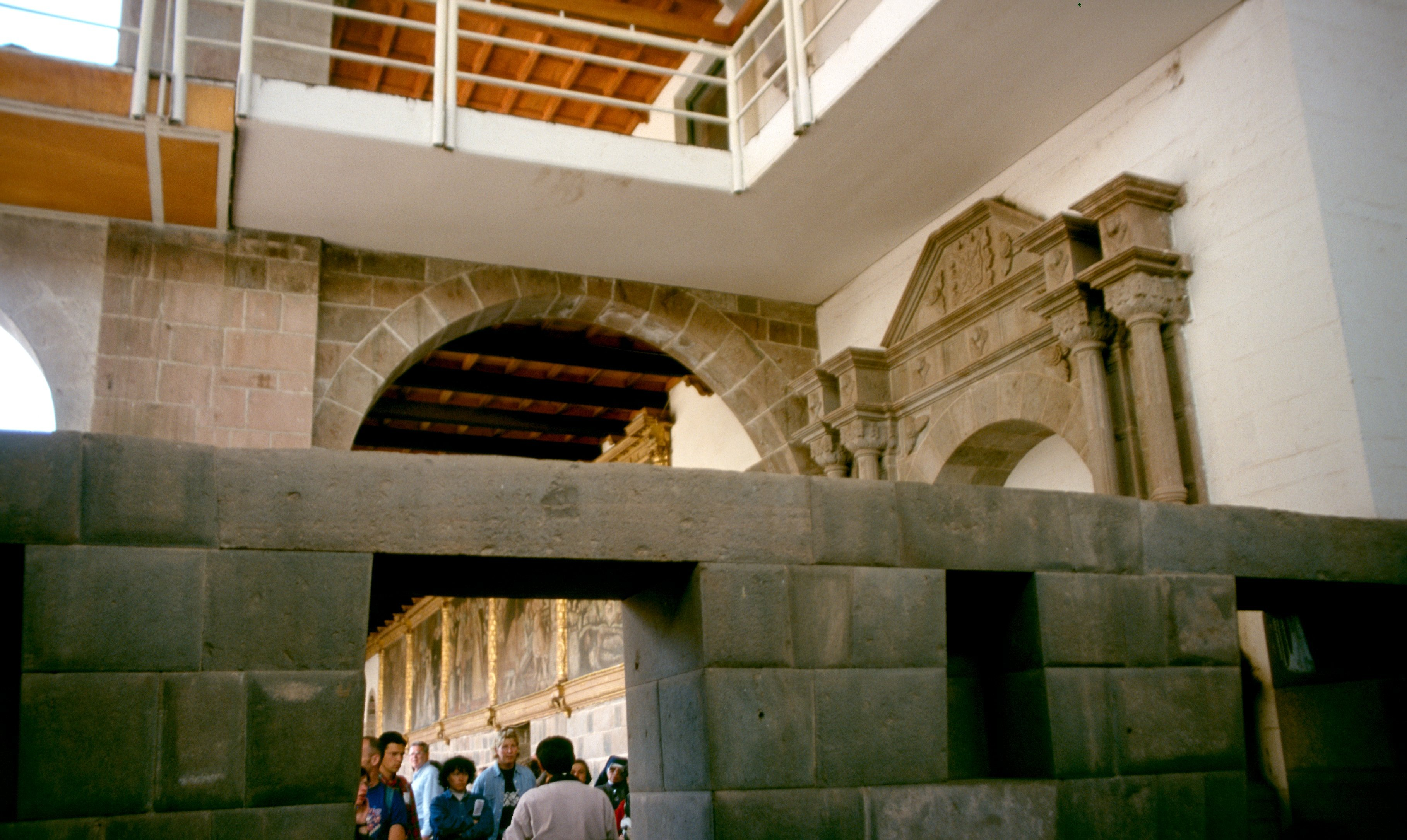
Elementy budowli inkaskiej połączone z budowlą hiszpańską

Coricancha (kecz. Złoty Dziedziniec) – świątynia Słońca w Cuzco, stolicy Imperium Inków, poświęcona najwyższym bogom inkaskiego panteonu, miejsce koronacji i pochówku władców Inków od czasów Sinchi Rocy do Huayny Capaca, jedno z najważniejszych sanktuariów inkaskich.

## Opis budowli
Monumentalny kompleks świątynny o wymiarach 140 na 135 metrów i obwodzie ponad 300 metrów, wzniesiony został z ogromnych, wielokształtnych i doskonale dopasowanych bloków kamiennych. Dachy budowli kryte były zgodnie z inkaską techniką budowlaną drewnem i strzechą. Ściany zewnętrzne kompleksu i wnętrza świątyń pokryte były złotymi płytami, gzymsami i posągami o trudnej dziś do oszacowania wartości.

## Kompleks świątynny
W skład zespołu budowli kultowych wchodziła świątynia stwórcy człowieka, boga Wirakoczy, świątynia bogini księżyca Mamy Quilli, świątynia Plejad, świątynia planety Wenus, świątynia Tęczy i świątynia Błyskawic (poświęcona bogu Illapie). W centralnej części kompleksu znajdował się właściwy Złoty Dziedziniec – ogród złożony ze szczerozłotych wyobrażeń roślin i zwierząt o łącznej masie kruszcu szacowanej na 1600 kilogramów (o współczesnej wartości ok. 33 milionów dolarów amerykańskich) oraz sanktuarium Inti, boga słońca, najwyższego w inkaskim panteonie. Znajdował się tu będący przedmiotem kultu ogromny złoty dysk wyobrażający boga oraz dziesięć, również szczerozłotych tronów na których spoczywały zmumifikowane ciała królów inkaskich (Sapa Inca): Sinchi Rocy, Lloque Yupanqui, Mayty Capaca, Capaca Yupanqui, Inci Rocy, Yahuara Huacaca, Viracoczy, Pachacuteca, Tupaca Yupanqui i zmarłego w 1527 Huayny Capaca, (według legendy szczątki pierwszego Sapa Inci, założyciela Cuzco Manco Capaca (XI-XII wiek) zamieniły się w głaz znajdujący się nad jeziorem Titicaca). Analogiczna nekropolia królowych znajdowała się w świątyni księżyca. Według Garcilasa de la Vegi w Coricancha znajdował się marmurowy krzyż niewiadomego pochodzenia.
Kult w Coricanchy sprawowało około 4000 wywodzących się z kasty Inków uczonych- kapłanów, zwanych amautami oraz zastęp Dziewic Słońca. Na czele świątyni stał arcykapłan.

## Klasztor św. Dominika

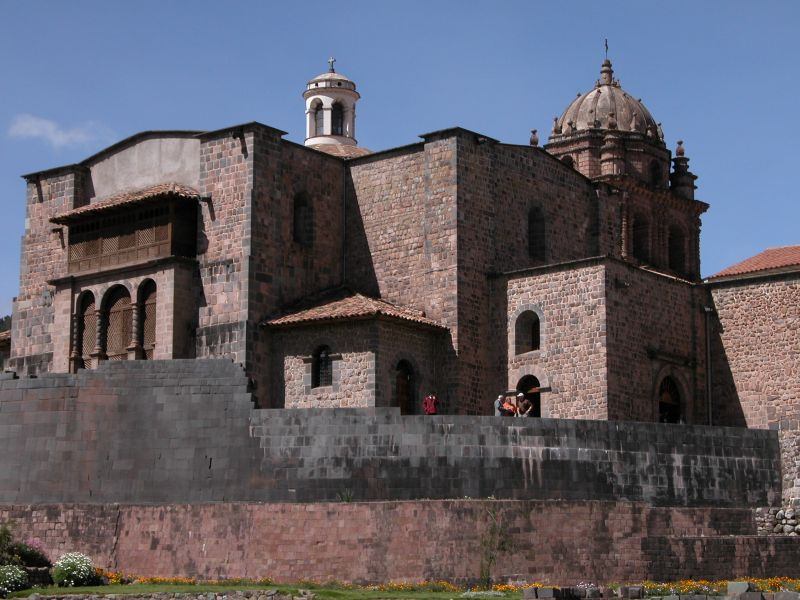
Coricancha, kościół św. Dominika

Po zdobyciu Cuzco przez hiszpańskich konkwistadorów pod wodzą Francisca Pizarra, 23 marca 1534 Coricancha została splądrowana, a zrabowane złoto wywiezione do Hiszpanii. Następnie olbrzymi i właściwie niemożliwy do zburzenia kompleks budowli przekształcono w klasztor dominikanów i wzniesiono tu kościół św. Dominika. Klasztor ten uległ zniszczeniu podczas trzęsienia ziemi w 1950, jednocześnie jednak odsłonięte zostały mury dawnej świątyni – Inkaskie budowle, w przeciwieństwie do hiszpańskich, są odporne na trzęsienia ziemi. Do dziś na terenie klasztoru podziwiać można budynki dawnych świątyń, znajdującą się na dziedzińcu ośmiokątną studnię, w czasach inkaskich wypełnioną złotymi darami ofiarnymi oraz blok skalny, czczony przez Inków jako pępek świata.
Losy zmumifikowanych ciał królów nie są dokładnie znane, najprawdopodobniej zostały one jednak ukryte przed Hiszpanami. Jedynie zwłoki króla Viracochy, Tupaca Yupanqui i Huayny Capaca oraz dwóch królowych zostały odkryte w 1559 roku przez hiszpańskiego sędziego i kronikarza Juana Polo de Ondegardo i pogrzebane na terenie szpitala św. Andrzeja w Limie. Złoty dysk boga Inti został odnaleziony przez Hiszpanów dopiero w 1571 roku, w momencie upadku Królestwa Vilacabamba. Wywieziono go następnie do Hiszpanii i przekazano w darze papieżowi. Jego dalsze losy nie są znane.